# Hang
Een hang is een slagwerkinstrument dat bestaat uit twee op elkaar geplaatste sferische schalen van staal. Het instrument kan met de handen bespeeld worden terwijl men het tussen de benen of op schoot plaatst. De hang werd in het jaar 2000 geïntroduceerd in Bern, Zwitserland. Hang betekent hand in het dialect van Bern.
De hang is door de Zwitserse fabrikant van metalen percussie-instrumenten PANart ontwikkeld na onderzoek door Sabina Schärer en Felix Rohner. Gekeken werd naar de steeldrum uit Trinidad en Tobago en andere slaginstrumenten zoals de gong, gamelan, trommel, klok en ghatam.
In het midden van het instrument is een basnoot ('ding' geheten) die omgeven wordt door zeven tot acht harmonische noten. Met verschillende hand- en vingertechnieken kan men hiermee een ritmische melodie spelen. Het instrument heeft een diameter van 53 cm, een hoogte van 24 cm en weegt bijna vier kilogram.

## Geluidsfragmenten
|  |  |  |  |